# 1552
1552 (MDLII) a fost un an bisect al calendarului iulian, care a început într-o zi de vineri.

## Evenimente
- 15 august: Pacea de la Passau: Împăratul Carol Quintul ratifică înțelegerea cu principii protestanți și recunoaște dreptul de existență pentru confesiunile protestante.

### Nedatate
- 1552-1558: Este reconstruită Mănăstirea Pângărați (jud. Neamț) sub domnia lui Alexandru Lăpușneanu.
- septembrie: Începe prima domnie a lui Alexandru Lăpușneanu în Moldova (1552-1561).
- Dieta Transilvaniei întrunită la Turda acceptă luteranismul drept religie receptă (acceptată de conducerea de stat).
- Transformarea părții apusene a Banatului și a unei părți din Crișana în pașalâcul Timișoara.

## Nașteri
- 22 septembrie: Vasili al IV-lea al Rusiei (n. Vasili Ivanovici Șuiski), țar (d. 1612)

## Decese
- 3 decembrie: Francisco de Xavier, misionar creștin (n. 1506)